# Fayetteville (Arkansas)
Pour les articles homonymes, voir Fayetteville.
La ville de Fayetteville est le siège du comté de Washington, dans l’État de l’Arkansas, aux États-Unis.

## Urbanisme

### Voies de communication et transports

#### Transports publics

##### Transport aérien
Fayetteville est desservie par le Northwest Arkansas Regional Airport (Aéroport régional du Nord-ouest de l'Arkansas), situé à Highfill (code AITA : XNA, OACI : KXNA).

## Population et société

### Démographie
Selon le recensement de 2006, sa population est de 67 158 habitants, tandis que la population de son agglomération était de 420 876 habitants, ce qui en fait la troisième ville de l’État.
| 1840 | 1850 | 1860 | 1870 | 1880  | 1890  |
| ---- | ---- | ---- | ---- | ----- | ----- |
| 425  | 598  | 972  | 955  | 1 788 | 2 942 |

| 1900  | 1910  | 1920  | 1930  | 1940  | 1950   |
| ----- | ----- | ----- | ----- | ----- | ------ |
| 4 061 | 4 471 | 5 362 | 7 394 | 8 212 | 17 071 |

| 1960   | 1970   | 1980   | 1990   | 2000   | 2010   |
| ------ | ------ | ------ | ------ | ------ | ------ |
| 20 274 | 30 729 | 36 608 | 42 099 | 58 047 | 73 580 |

#### Répartition ethnique
| Groupe          | Fayetteville | Arkansas | États-Unis |
| --------------- | ------------ | -------- | ---------- |
| Blancs          | 83,8         | 77,0     | 72,4       |
| Afro-Américains | 6,0          | 15,4     | 12,6       |
| Asiatiques      | 3,1          | 1,2      | 4,8        |
| Métis           | 3,1          | 2,0      | 2,9        |
| Autres          | 2,8          | 3,4      | 6,2        |
| Amérindiens     | 1,1          | 0,8      | 0,9        |
| Océaniens       | 0,2          | 0,2      | 0,2        |
| Total           | 100,0        | 100,0    | 100,0      |
|                 |              |          |            |
| Hispaniques     | 6,4          | 6,4      | 16,7       |

### Langues
Selon l'American Community Survey, pour la période 2011-2015, 89,91 % de la population âgée de plus de 5 ans déclare parler l'anglais à la maison, 5,54 % l’espagnol, 1,03 % une langue chinoise et 3,52 % une autre langue.

### Enseignement

#### Vie universitaire
La ville s'est développée en parallèle avec l'université de l'Arkansas.

## Culture locale et patrimoine

### Lieux et monuments
En 1992, un complexe culturel, le Walton Arts Centers, a ouvert ses portes au public. Sa construction a été financée par une augmentation des impôts et par des fonds de Walmart. Le centre produit chaque année 700 événements et représente le lieu culturel le plus dynamique de l'Arkansas.

#### Cimetière national de Fayetteville
Le cimetière national de Fayetteville est un cimetière national des États-Unis situé sur le côté sud de la ville. Il est inscrit sur le Registre national des lieux historiques le 28 juillet 1999.